# Flexible Algebra
Eine flexible Algebra ist eine nicht-assoziative Algebra über einem Körper ({\displaystyle K}-Algebra), für deren Multiplikation das Flexibilitätsgesetz gilt.

## Beispiele
- Jede Lie-Algebra ist eine flexible Algebra, da deren Multiplikation die Lie-Klammer (siehe oben) ist.
- Die Multiplikation der Oktonionen und Sedenionen erfüllt das Flexibilitätsgesetz.
- Eine Alternativalgebra (also eine nicht-assoziative {\displaystyle K}-Algebra, deren Multiplikation alternativ ist), ist eine flexible Algebra. Hier folgt die Flexibilität der Multiplikation aus der Alternativität zusammen mit der {\displaystyle K}-Bilinearität der Multiplikation (auf die Darstellung des Verknüpfungssymbols für die Multiplikation wird im Folgenden verzichtet):
  - Für {\displaystyle a+b} gilt wegen der Linksalternativität der Multiplikation:
    - {\displaystyle ((a+b)(a+b))b=(a+b)((a+b)b)}

  - mehrmalige Anwendung der {\displaystyle K}-Bilinearität der Multiplikation (in der Schule oft als Ausmultiplizieren bezeichnet) ergibt 
    - {\displaystyle \Leftrightarrow (aa)b+(ab)b+(ba)b+(bb)b=a(ab)+a(bb)+b(ab)+b(bb)}
    - {\displaystyle \Leftrightarrow (ba)b=(a(ab)-(aa)b)+(a(bb)-(ab)b)+b(ab)+(b(bb)-(bb)b)}

  - die erste und dritte Differenz verschwindet wegen der Linksalternativität der Multiplikation, die zweite Differenz verschwindet wegen der Rechtsalternativität der Multiplikation. Damit folgt:
    - {\displaystyle \Leftrightarrow (ba)b=b(ab)}

## Flexibilitätsgesetz
Unter dem Flexibilitätsgesetz versteht man in der Mathematik die folgende Regel für eine Verknüpfung {\displaystyle \circ }
{\displaystyle a\circ \left(b\circ a\right)=\left(a\circ b\right)\circ a}.
Das Flexibilitätsgesetz wird automatisch von kommutativen oder assoziativen Verknüpfungen erfüllt:
- Aus {\displaystyle a\circ \left(b\circ c\right)=\left(a\circ b\right)\circ c} (Assoziativität) folgt mit {\displaystyle c=a} direkt {\displaystyle a\circ \left(b\circ a\right)=\left(a\circ b\right)\circ a}.
- Mit dem zweifach angewandten Kommutativgesetz gilt {\displaystyle a\circ \left(b\circ a\right)\;{\stackrel {1.}{=}}\,\left(b\circ a\right)\circ a\;{\stackrel {2.}{=}}\,\left(a\circ b\right)\circ a}.
  1. wegen {\displaystyle a\circ x=x\circ a} mit {\displaystyle x=b\circ a}
  2. wegen {\displaystyle b\circ a=a\circ b\Rightarrow \left(b\circ a\right)\circ a=\left(a\circ b\right)\circ a}

Das Flexibilitätsgesetz wird dann bedeutsam, wenn eine Verknüpfung nicht mehr assoziativ und nicht mehr kommutativ ist und so noch ein „Um-Klammern“ in bescheidenem Rahmen erlaubt.
Alternative Verknüpfungen erfüllen das Flexibilitätsgesetz in der Regel nicht, siehe Gegenbeispiel unten.

### Beispiele
- Die Lie-Klammer erfüllt das Flexibilitätsgesetz:

Es gilt aufgrund ihrer Antisymmetrie und ihrer Linearität:
{\displaystyle \left[a,[b,a]\right]=-[[b,a],a]=[-[b,a],a]=[[a,b],a]}.
- Die Multiplikation eines Alternativkörpers erfüllt das Flexibilitätsgesetz. Hier folgt die Flexibilität der Multiplikation aus ihrer Alternativität, den Gruppenaxiomen der Addition und den Distibutivgesetzen.  Der Beweis erfolgt analog zu dem Beweis der Flexibilität der Multiplikation in einer Alternativalgebra unter Nutzung der Distributivgesetze statt der Bilinearität.

## Flexible Magmen
Ein Magma, für deren Verknüpfung das Flexibilitätsgesetz gilt, nennt man auch ein flexibles Magma.

### Beispiele
- Jede Halbgruppe ist ein flexibles Magma, da aus dem Assoziativgesetz das Flexibilitätsgesetz folgt (siehe oben).
- Das Magma mit der folgenden Verknüpfungstafel ist flexibel, aber nicht alternativ:

| {\displaystyle \circ } | 0 | 1 |
| ---------------------- | - | - |
| 0                      | 1 | 0 |
| 1                      | 0 | 0 |

- nicht alternativ wegen {\displaystyle 0\circ (0\circ 1)=1\neq 0=(0\circ 0)\circ 1}
- flexibel wegen

- {\displaystyle 0\circ (0\circ 0)=0=(0\circ 0)\circ 0}
- {\displaystyle 0\circ (1\circ 0)=1=(0\circ 1)\circ 0}
- {\displaystyle 1\circ (0\circ 1)=0=(1\circ 0)\circ 1}
- {\displaystyle 1\circ (1\circ 1)=0=(1\circ 1)\circ 1}

- Das Magma mit der folgenden Verknüpfungstafel ist alternativ, aber nicht flexibel:

| {\displaystyle \circ } | 0 | 1 | 2 |
| ---------------------- | - | - | - |
| 0                      | 0 | 0 | 2 |
| 1                      | 0 | 0 | 2 |
| 2                      | 0 | 1 | 2 |

- nicht flexibel wegen {\displaystyle 1\circ (2\circ 1)=0\neq 1=(1\circ 2)\circ 1}
- linksalternativ wegen

- {\displaystyle 0\circ (0\circ 0)=0=(0\circ 0)\circ 0}
- {\displaystyle 0\circ (0\circ 1)=0=(0\circ 0)\circ 1}
- {\displaystyle 0\circ (0\circ 2)=2=(0\circ 0)\circ 2}
- {\displaystyle 1\circ (1\circ 0)=0=(1\circ 1)\circ 0}
- {\displaystyle 1\circ (1\circ 1)=0=(1\circ 1)\circ 1}
- {\displaystyle 1\circ (1\circ 2)=2=(1\circ 1)\circ 2}
- {\displaystyle 2\circ (2\circ 0)=0=(2\circ 2)\circ 0}
- {\displaystyle 2\circ (2\circ 1)=1=(2\circ 2)\circ 1}
- {\displaystyle 2\circ (2\circ 2)=2=(2\circ 2)\circ 2}

- rechtsalternativ wegen

- {\displaystyle 0\circ (0\circ 0)=0=(0\circ 0)\circ 0}
- {\displaystyle 0\circ (1\circ 1)=0=(0\circ 1)\circ 1}
- {\displaystyle 0\circ (2\circ 2)=2=(0\circ 2)\circ 2}
- {\displaystyle 1\circ (0\circ 0)=0=(1\circ 0)\circ 0}
- {\displaystyle 1\circ (1\circ 1)=0=(1\circ 1)\circ 1}
- {\displaystyle 1\circ (2\circ 2)=2=(1\circ 2)\circ 2}
- {\displaystyle 2\circ (0\circ 0)=0=(2\circ 0)\circ 0}
- {\displaystyle 2\circ (1\circ 1)=0=(2\circ 1)\circ 1}
- {\displaystyle 2\circ (2\circ 2)=2=(2\circ 2)\circ 2}

- Es gibt kein alternatives Magma mit weniger als 3 Elementen, das nicht flexibel ist.

- Das Magma mit der folgenden Verknüpfungstafel ist alternativ und flexibel, aber nicht assoziativ:

| {\displaystyle \circ } | 0 | 1 | 2 |
| ---------------------- | - | - | - |
| 0                      | 0 | 0 | 2 |
| 1                      | 0 | 1 | 1 |
| 2                      | 0 | 1 | 2 |

- nicht assoziativ wegen {\displaystyle 0\circ (1\circ 2)=0\neq 2=(0\circ 1)\circ 2}
- flexibel wegen (ohne Verknüpfungssymbol)

- {\displaystyle 0\circ (0\circ 0)=0=(0\circ 0)\circ 0}
- {\displaystyle 0\circ (1\circ 0)=0=(0\circ 1)\circ 0}
- {\displaystyle 0\circ (2\circ 0)=0=(0\circ 2)\circ 0}
- {\displaystyle 1\circ (0\circ 1)=0=(1\circ 0)\circ 1}
- {\displaystyle 1\circ (1\circ 1)=1=(1\circ 1)\circ 1}
- {\displaystyle 1\circ (2\circ 1)=1=(1\circ 2)\circ 1}
- {\displaystyle 2\circ (0\circ 2)=2=(2\circ 0)\circ 2}
- {\displaystyle 2\circ (1\circ 2)=1=(2\circ 1)\circ 2}
- {\displaystyle 2\circ (2\circ 2)=2=(2\circ 2)\circ 2}

- linksalternativ wegen (ohne Verknüpfungssymbol)

- {\displaystyle 0\circ (0\circ 0)=0=(0\circ 0)\circ 0}
- {\displaystyle 0\circ (0\circ 1)=0=(0\circ 0)\circ 1}
- {\displaystyle 0\circ (0\circ 2)=2=(0\circ 0)\circ 2}
- {\displaystyle 1\circ (1\circ 0)=0=(1\circ 1)\circ 0}
- {\displaystyle 1\circ (1\circ 1)=1=(1\circ 1)\circ 1}
- {\displaystyle 1\circ (1\circ 2)=1=(1\circ 1)\circ 2}
- {\displaystyle 2\circ (2\circ 0)=0=(2\circ 2)\circ 0}
- {\displaystyle 2\circ (2\circ 1)=1=(2\circ 2)\circ 1}
- {\displaystyle 2\circ (2\circ 2)=2=(2\circ 2)\circ 2}

- rechtsalternativ wegen (ohne Verknüfungssymbol)

- {\displaystyle 0\circ (0\circ 0)=0=(0\circ 0)\circ 0}
- {\displaystyle 0\circ (1\circ 1)=0=(0\circ 1)\circ 1}
- {\displaystyle 0\circ (2\circ 2)=2=(0\circ 2)\circ 2}
- {\displaystyle 1\circ (0\circ 0)=0=(1\circ 0)\circ 0}
- {\displaystyle 1\circ (1\circ 1)=1=(1\circ 1)\circ 1}
- {\displaystyle 1\circ (2\circ 2)=1=(1\circ 2)\circ 2}
- {\displaystyle 2\circ (0\circ 0)=0=(2\circ 0)\circ 0}
- {\displaystyle 2\circ (1\circ 1)=1=(2\circ 1)\circ 1}
- {\displaystyle 2\circ (2\circ 2)=2=(2\circ 2)\circ 2}

- Es gibt kein alternatives und flexibles Magma mit weniger als 3 Elementen, das nicht assoziativ ist.